# Łowczikowo (obwód orłowski)
Łowczikowo (ros. Ловчиково) – wieś (dieriewnia) w Rosji, w obwodzie orłowskim, w rejonie głazunowskim. W 2010 liczyła 376 mieszkańców.